# Lepojević
Lepojević es un pueblo ubicado en la municipalidad de Rekovac, en el distrito de Pomoravlje, Serbia.

## Superficie
Posee una superficie de 6,412 kilómetros cuadrados.

## Demografía
Hasta 2011 la población era de 302 habitantes, con una densidad de población de 47,10 habitantes por kilómetro cuadrado.